# スキューモーフィズム

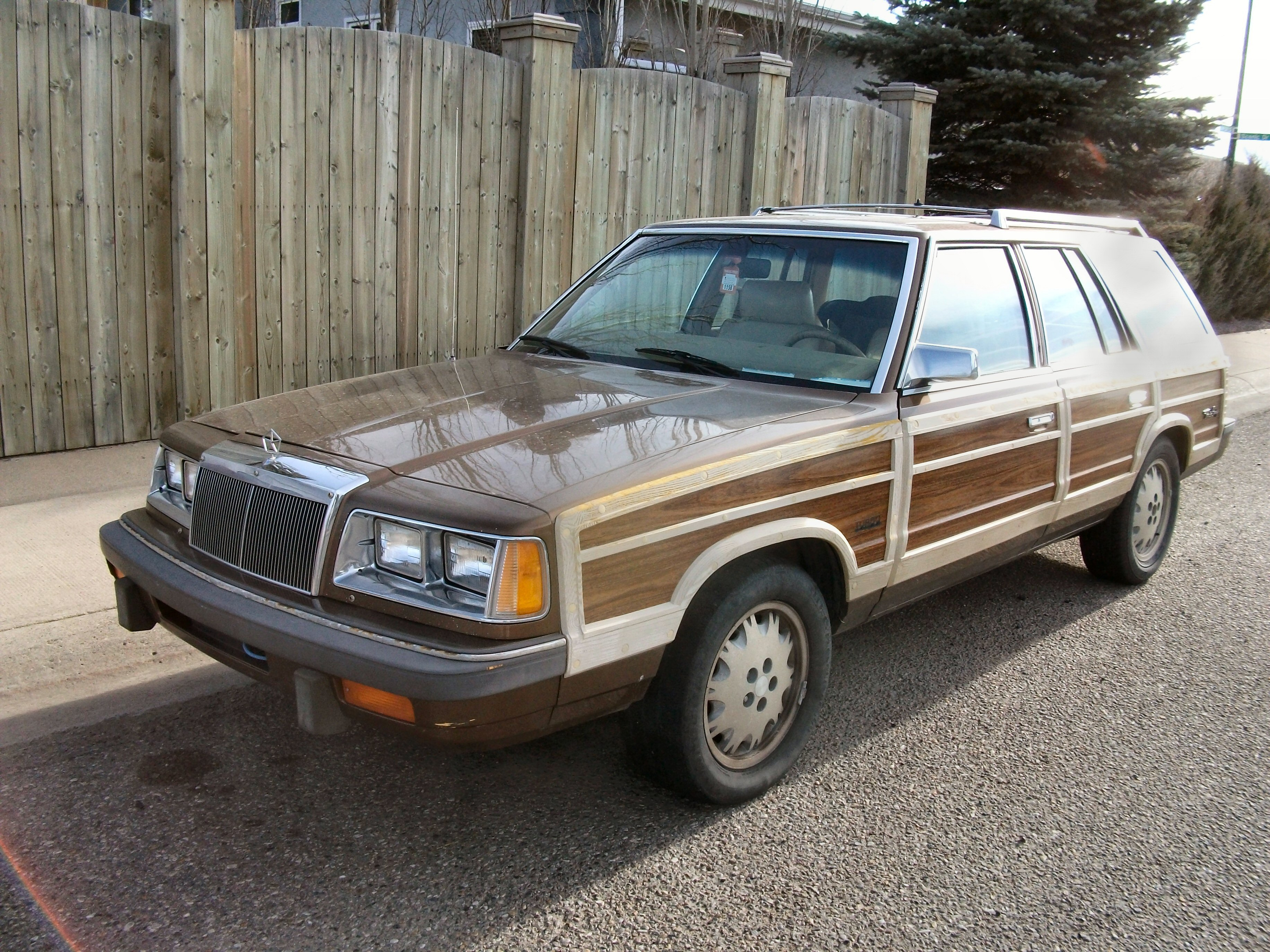
スキューモーフィズムの例。この車の模様は木目調である。

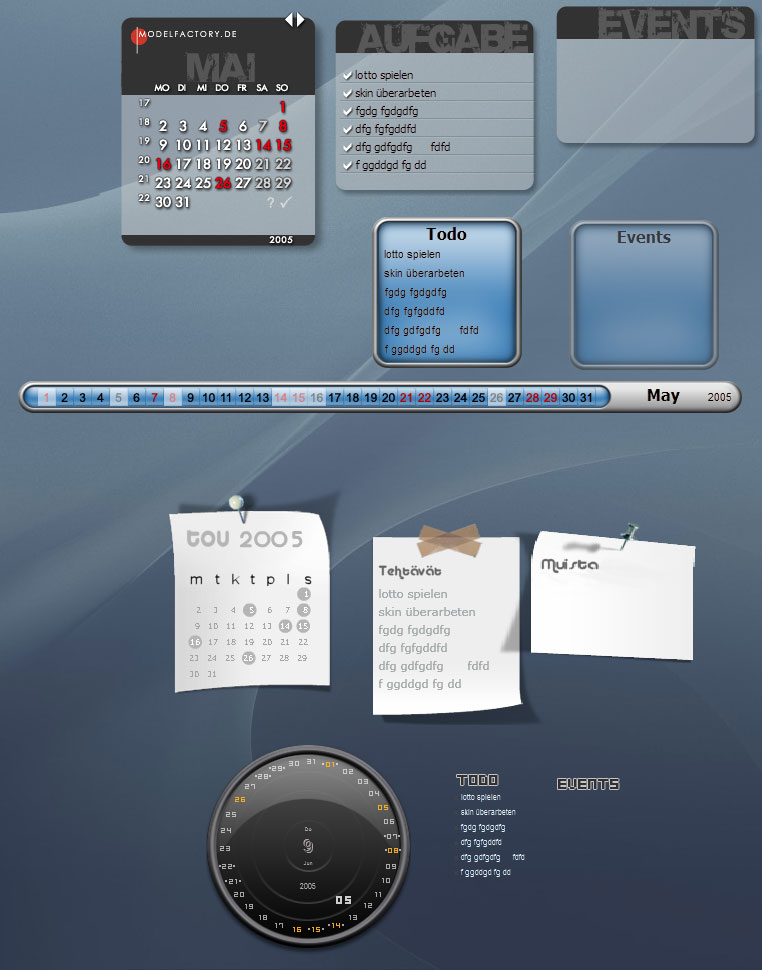
Windows上で動くRainlendarは紙のメモやカレンダーに似せている。

スキューモーフィズム（英: skeuomorphism）またはリッチデザイン（英: Rich Design）とは、他の物質に似せるために行うデザインや装飾を指す用語である。たとえば、紙製のカレンダーのような外見に似せたカレンダーのソフトウェアのデザインなどがあてはまる。

## 定義
スキューモーフィズムは、ギリシア語の「skeuos（入れ物）」と「morphê（形）」という単語から作られた言葉。1890年頃から使われている言葉だが、現在では、コンピューターのインターフェイスなどに使われている。
スキューモーフィズムは、ユーザに馴染みのないものの外見を、馴染みのあるものにすることにより理解を促進するために使われる。

## 議論
昨今では、iPhoneのインターフェイスに関して、iOS 6までは、スキューモーフィズムを多用したものだったが、iOS 7以降では、スキューモーフィズムを排除したインターフェイスとなり、話題を呼んだ。
スキューモーフィズムは視認性が良くわかりやすくユーザービリティに長けているのが特徴であり、ウェブデザインにおいてはスキューモーフィズムが広く用いられている。
スキューモーフィズムの対義語としては一切の装飾を無くしたフラットデザインが挙げられる。
スキューモーフィズムがフラットデザインに勝る点として、ユーザーにとって直感的に操作を理解できるというものがある。装飾を施すことによって即座にボタン類を理解でき、何がどのように動作するのか予測したり理解することが可能になる。一方で、スキューモーフィズムでは現実世界にないもののインターフェイス化が困難であり、メタファーとして利用できるものがなければならないという限界もある。また、ボタンを1つを作るにしても複数の状態にあわせた画像を作る必要があるなど、手間がかかるという欠点もある。
Googleは2014年に、マテリアルデザインというフラットデザインにスキューモーフィズムを取り入れた設計体系を提唱している。